# Grotea vanessae
Grotea vanessae är en stekelart som beskrevs av Ian D. Gauld 2000. Grotea vanessae ingår i släktet Grotea och familjen brokparasitsteklar. Inga underarter finns listade i Catalogue of Life.